# Biltine
Biltine (arabisch بلتن, DMG Biltin) ist eine Stadt im Osten des afrikanischen Binnenstaates Tschad mit rund 26.000 Einwohnern (2013). Die Stadt ist Hauptort der Provinz Wadi Fira sowie des Départements Biltine.

## Geschichte
Am 25. November 2006 wurde Biltine im Zuge des bisher letzten tschadischen Bürgerkrieges (2005–2010) von den beiden gegen die Zentralregierung kämpfenden Rebellengruppen UFDD und RAFD besetzt. Die beiden Gruppen hatten zuvor das weiter südlich gelegene, größere Abéché nach einem Vorstoß der tschadischen Armee geräumt. Biltine wurde nach nur einem Tag durch die tschadische Armee befreit, was von heftigen Gefechten geprägt war. Am 16. Juni 2008 war Biltine Schauplatz der Schlacht von Biltine, in deren Verlauf den Rebellen ein Sieg über die Regierungstruppen gelang.

## Klima
Biltine liegt in der Sahelzone und weist deshalb ein sehr arides Klima mit nur etwa 300 mm jährlichem Niederschlag auf. Die niederschlagsreichsten Monate sind dabei die Sommermonate, insbesondere der August, während welchem in etwa die Hälfte des Jahresniederschlages fällt. Von Anfang Oktober bis Ende März gibt es dagegen in der Regel überhaupt keinen Regen.

Die Tagestemperaturen fallen normalerweise nie unter 20 °C. Die heißesten Monate sind dabei der April, Mai und Juni, wenn Monatsdurchschnittstemperaturen von jeweils über 30 °C erreicht werden.

## Wirtschaft und Infrastruktur
Aufgrund der klimatischen Bedingungen ist landwirtschaftliche Produktion nur begrenzt möglich und wird von nomadischem Pastoralismus dominiert. Diesbezüglich ist besonders das Mortcha-Gebiet nördlich von Biltine von Bedeutung, welches während der Regenzeit für zahlreiche Nomaden des Tschad ein wichtiges Weidegebiet für ihr Vieh darstellt.
Biltine ist von Armut und Unterentwicklung gekennzeichnet, was im Wesentlichen auf die weiterhin instabile politische Situation im östlichen Tschad und auf die schwierigen klimatischen Bedingungen der Region zurückzuführen ist.
Laut Ärzte ohne Grenzen waren in der Stadt im Jahr 2012 etwa 24,3 % der Kinder bis 5 Jahre akut unterernährt, womit dieser Wert fast 10 % über der von den Vereinten Nationen definierten Risikoschwelle lag.

Darüber hinaus hat Wadi Fira wie auch die Nachbarprovinz Wadai weiterhin sehr stark mit Flüchtlingsströmen aus dem vom Darfur-Konflikt betroffenen Sudan zu kämpfen. Außerdem kommt es in der Provinz relativ häufig zu größeren Ernteausfällen durch ausbleibende Niederschläge, Kriegswirren und Heuschreckenplagen.
Biltine liegt 93 km nördlich von Abéché und 847 km östlich der tschadischen Hauptstadt N’Djamena entfernt und ist über Fernstraßen mit diesen verbunden. In Biltine gibt es einen nationalen Flughafen, welcher sich 2,8 km außerhalb der Stadt befindet. Als Sehenswürdigkeiten in der Umgebung von Biltine gelten die beiden Berge Hadjer Botonou und Hadjer Kougnen.
2012 stellte die tschadische Regierung mehr als 18 Milliarden CFA-Francs (27,5 Mio. Euro) bereit, um die Infrastruktur von und um Biltine nachhaltig zu verbessern. Mit diesen Geldern wurde u. a. die Modernisierung von örtlichen Schulen, des Krankenhauses und des Viehmarktes maßgeblich finanziert. Außerdem soll nach Plänen der Regierung bis 2014 die Sanierung und der Ausbau der Straße nach Abéché abgeschlossen sein. Hierdurch soll Biltine, das sehr unter den Kriegswirren gelitten hat, kommerziell „wiederbelebt“ werden. Darüber hinaus war die Stadt im selben Jahr Ausrichterin der nationalen Feierlichkeiten des Tages der Freiheit und Demokratie. Im Hinblick auf die weitere Konsolidierung und Entwicklung von Biltine und seiner Umgebung wird außerdem vermehrt auf noch unentdeckte Bodenschätze in der Provinz spekuliert.

## Persönlichkeiten
Der tschadische Premierminister und Außenminister Moussa Faki wurde 1960 in Biltine geboren. Auch der tschadische Oppositionspolitiker Ibni Oumar Mahamat Saleh, welcher nach seiner Verhaftung 2008 spurlos verschwand und wahrscheinlich tot ist, ist in Biltine geboren und aufgewachsen. Mahamat Abdoulaye Senoussi (1952–2019), tschadischer Diplomat, stammte aus Biltine, ebenso wie Regisseur Issa Serge Coelo (* 1967).